# Eugène Bénet
Eugène Bénet né à Dieppe le 13 juillet 1863 et mort à Paris le 2 février 1942 est un sculpteur français. Son nom reste associé à la statue du Poilu victorieux qui orne de nombreux monuments aux morts de France.

## Biographie
Eugène Bénet est le fils de l'ivoirier Henri Bénet. Il suit les cours de dessin et de modelage du peintre René-Mathurin Jouhan à l'école municipale de Dieppe. Il devient ensuite élève d'Alexandre Falguière et de Laurent Marqueste à l'École des beaux-arts de Paris.
Il fait des débuts brillants et obtient plusieurs médailles aux Salons en 1884, 1897 et 1900 pour son groupe L'Âge heureux. En 1914, il obtient la médaille d'or qui lui vaut de nombreuses commandes publiques de l'État.
Il est nommé chevalier de la Légion d'honneur en 1932.
Il meurt à son domicile parisien de la villa des Camélias le 2 février 1942.

## Œuvres dans les collections publiques
Canada
- Montréal, place Vauquelin : Monument à Jean Vauquelin, 1930.

France
- Bayeux : Bayeux à ses héros, 1922, monument aux morts.
- Boulogne-Billancourt : Monument au général Gallieni, 1924.
- Dieppe :
  - château-musée de Dieppe :
    - Buste de Jehan Ango, 1886 ;
    - Buste de René Mathurin Jouhan, 1907.

  - place des martyrs : Monument aux morts de 1870, 1908.
- Eu : Le Poilu l'arme au pied, 1922.
- Le Havre : Monument à Augustin Normand, 1911.
- Meaux, musée de la Grande Guerre du pays de Meaux : Monument au général Gallieni[3].
- Montbrison, jardin d'Allard : L'Âge heureux, 1914, groupe en marbre[4].
- Montrouge : Monument aux morts.
- Paris :
  - basilique du Sacré-Cœur de Montmartre : Sacré-Cœur-du-Christ, 1912, statue en argent.
  - cimetière du Père-Lachaise, 90e division : décor du tombeau de René Fassiaty, plaque de bronze avec casque Adrian, équerre, compas, T, palme et médailles.
- Rouen : Monument aux morts de 1870, 1889[5].
- Saint-Benoît-des-Ondes : Le Poilu marchant, 1923.

Œuvres d'Eugène Bénet
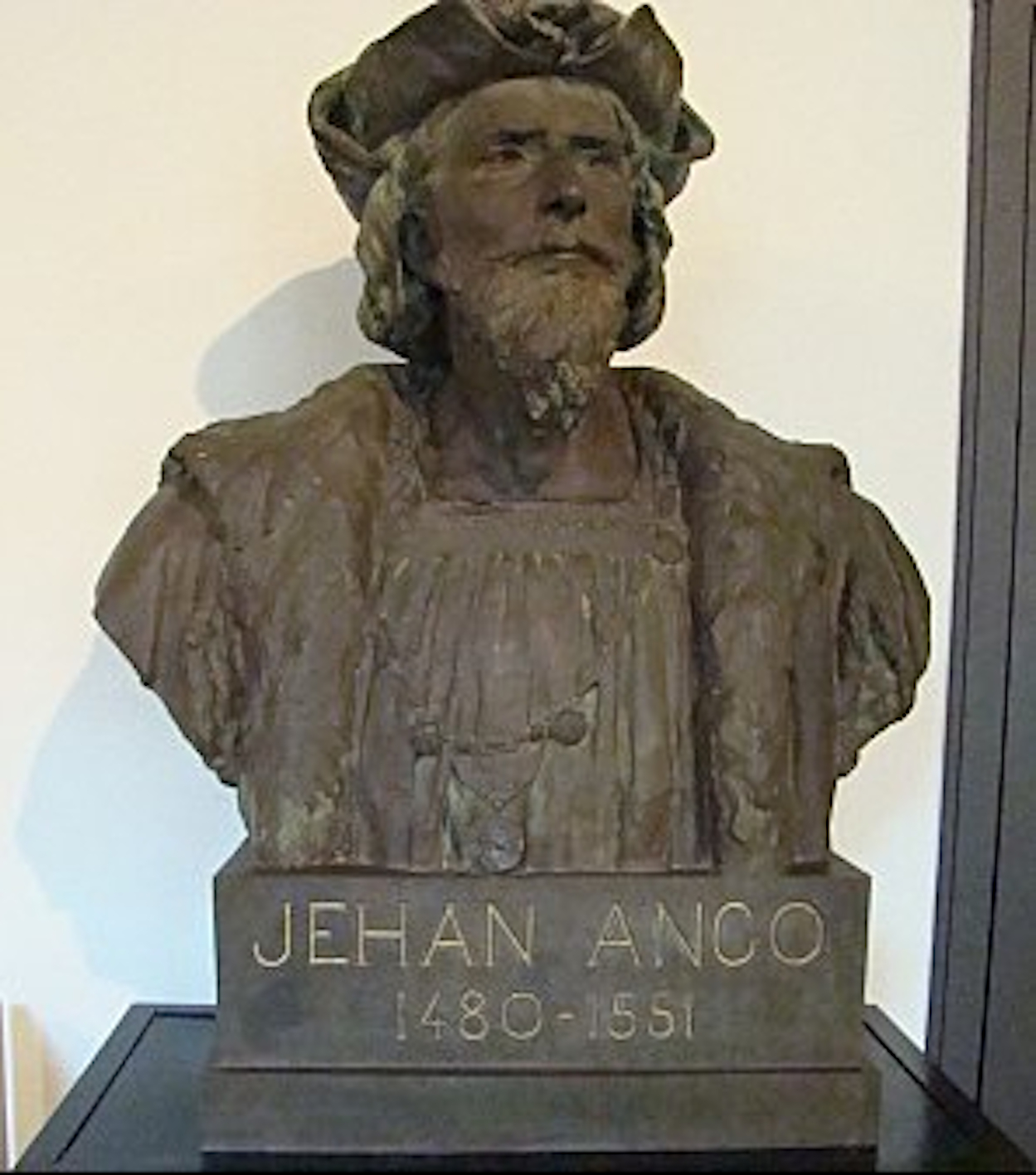
Jehan Ango, château-musée de Dieppe[6].
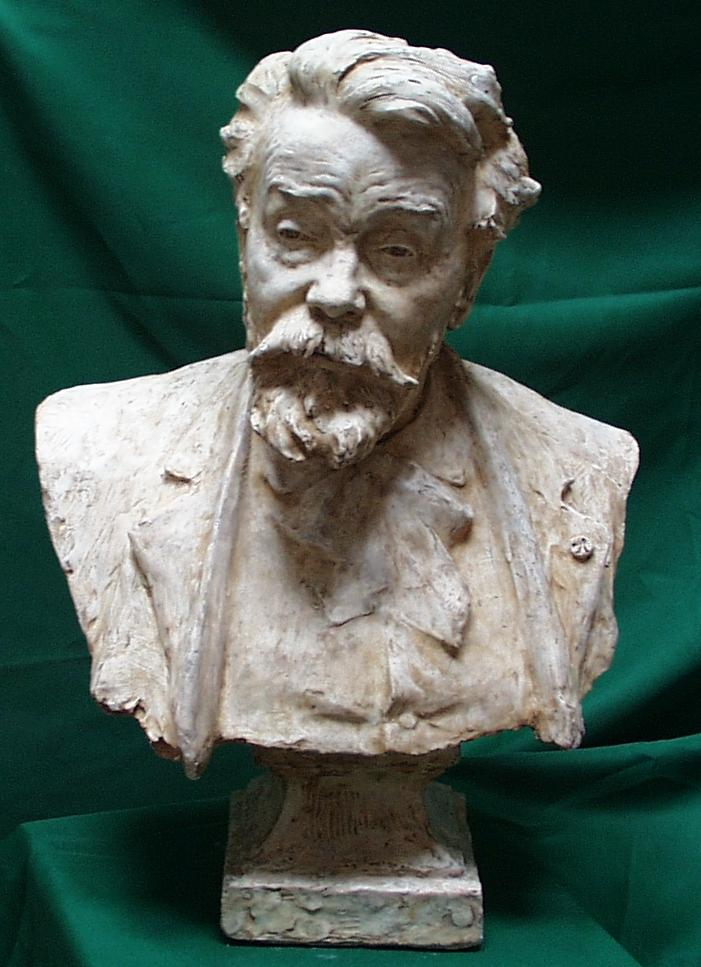
René Mathurin Jouhan (1907), château-musée de Dieppe.
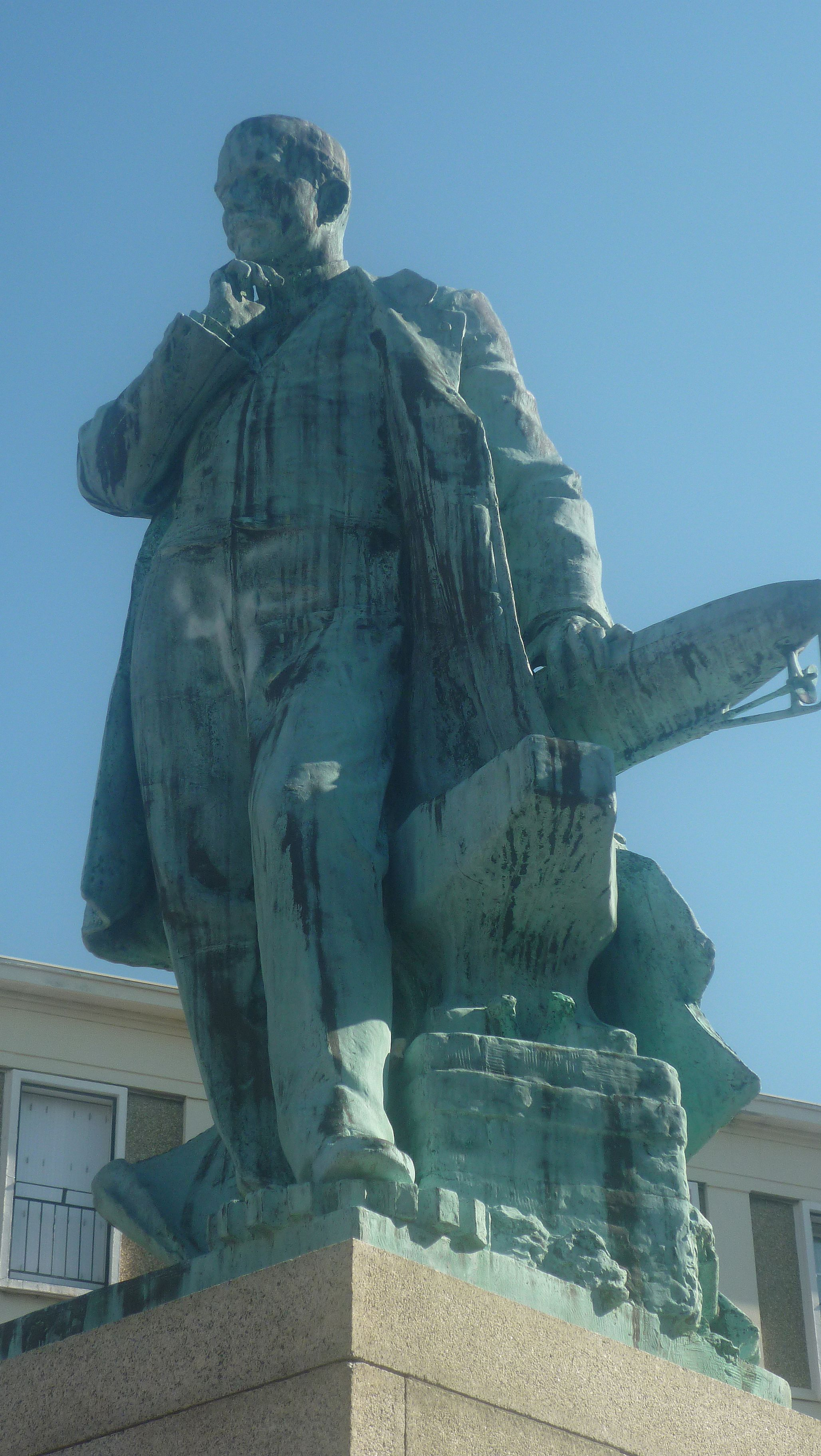
Monument à Augustin Normand (1911), détail, Le Havre.
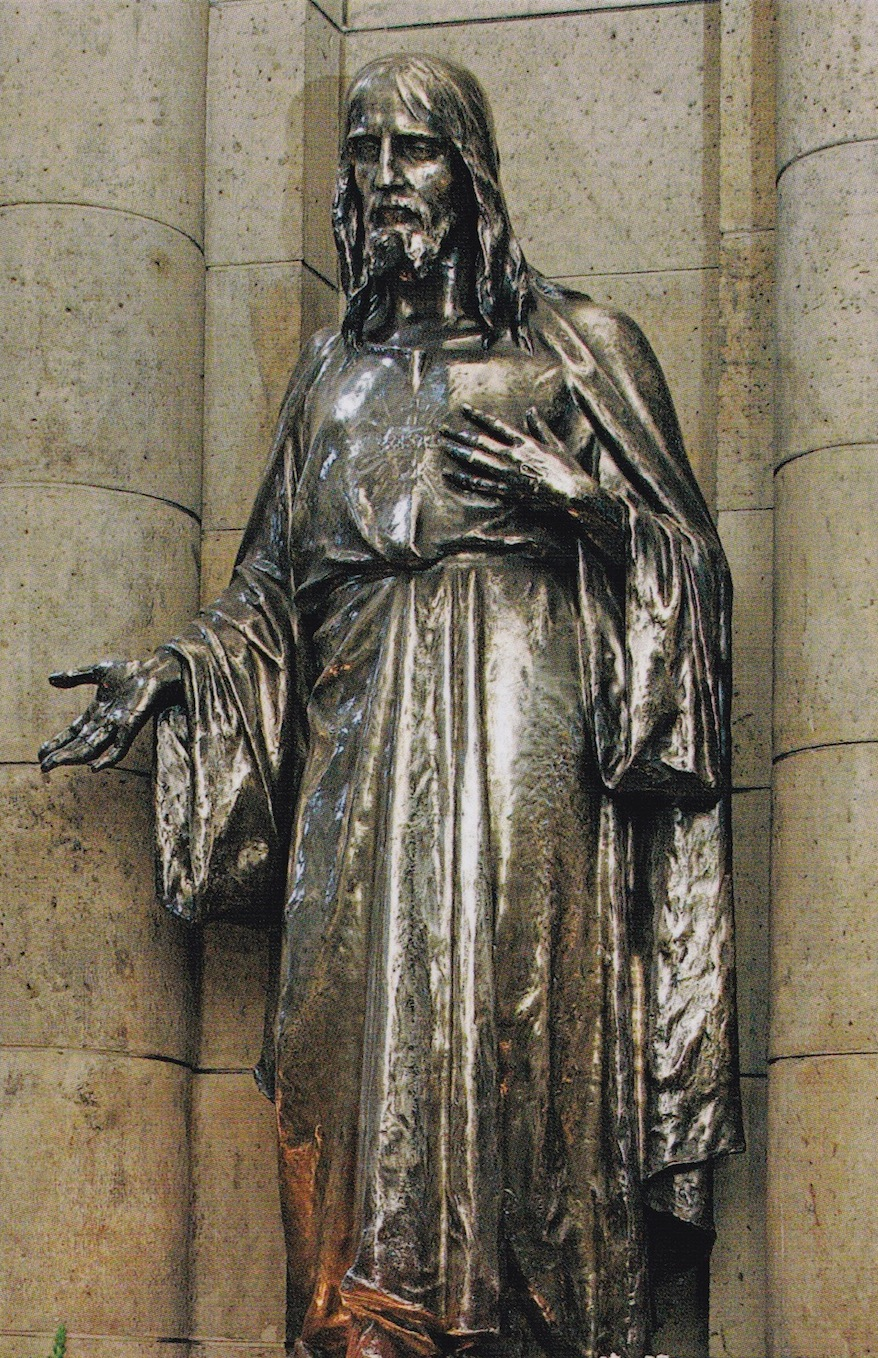
Sacré-Cœur du Christ (1912), détail, Paris, basilique du Sacré-Cœur.
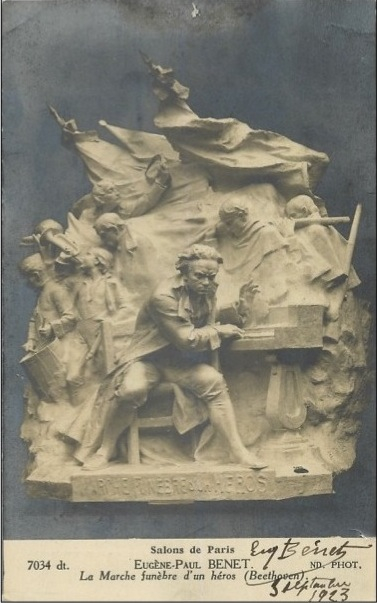
La Marche funèbre de Beethoven (Salon de 1913), localisation inconnue.
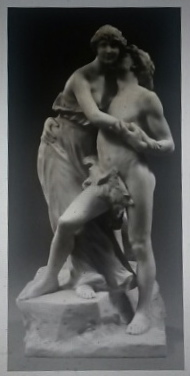
L'Âge heureux (1915), Montbrison.
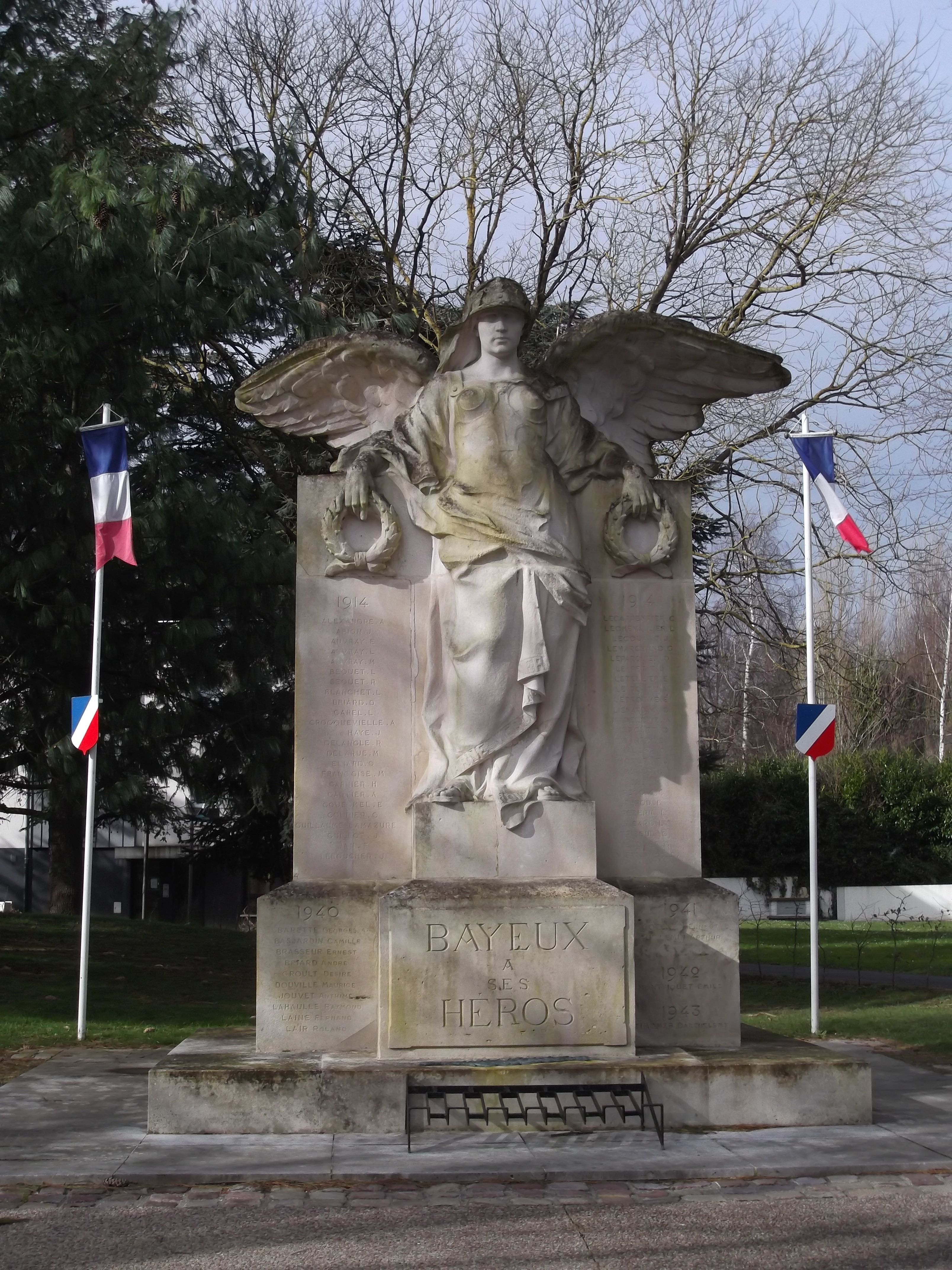
Bayeux à ses héros (1922), Bayeux.
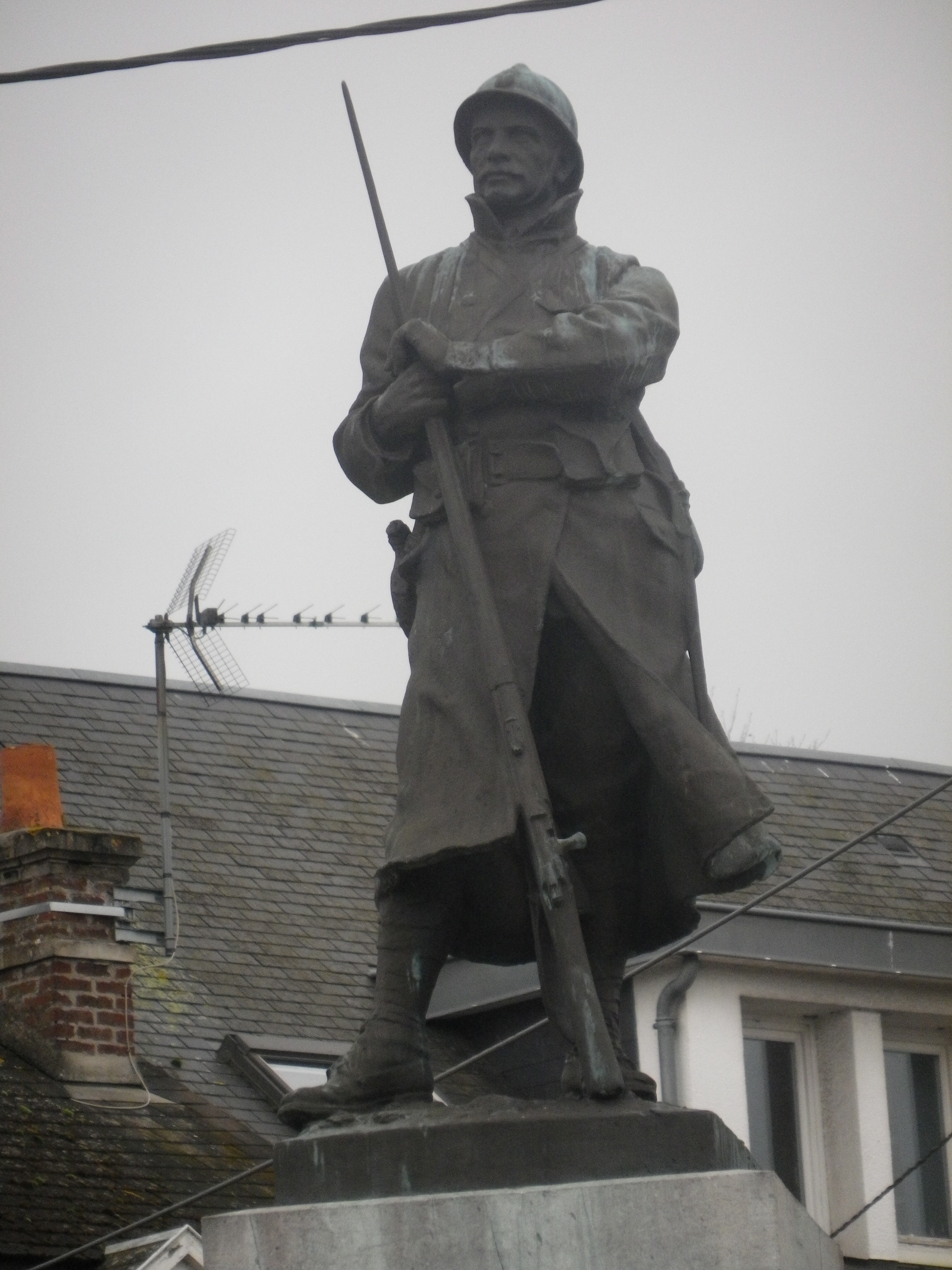
Poilu l'arme au pied (1922), Eu.
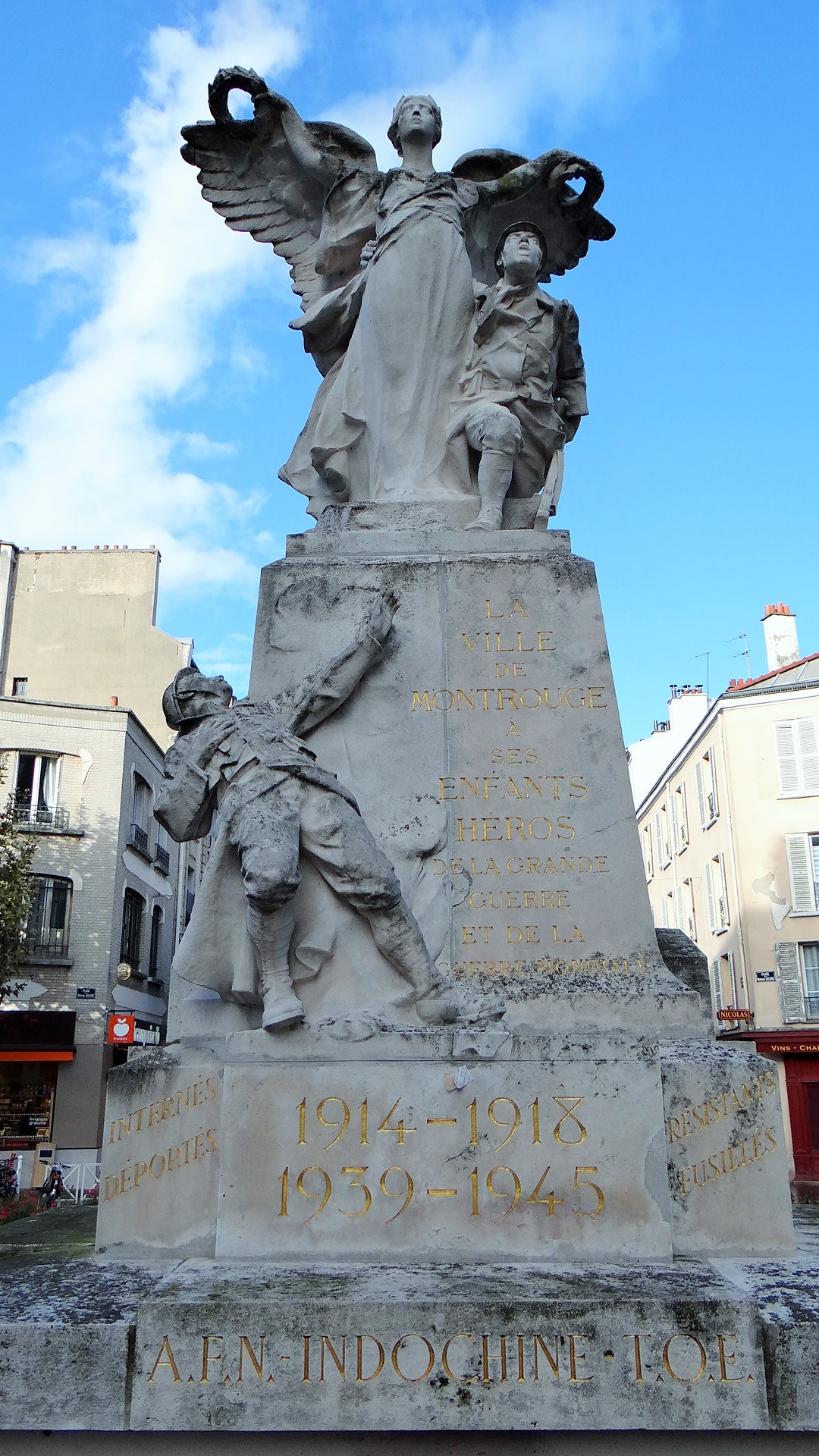
Monument aux morts (1922), Montrouge.
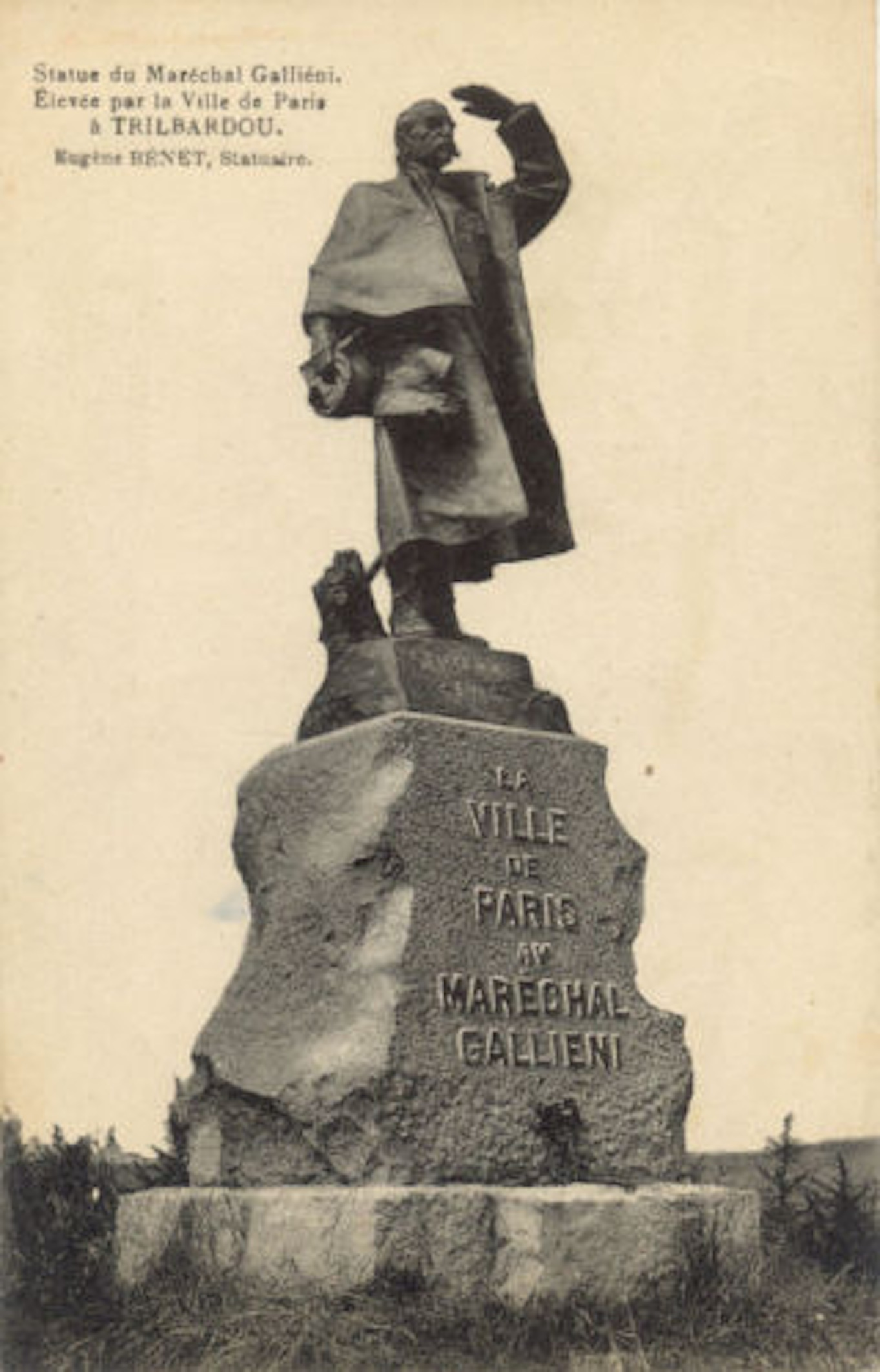
Monument au général Gallieni (1923), Trilbardou.
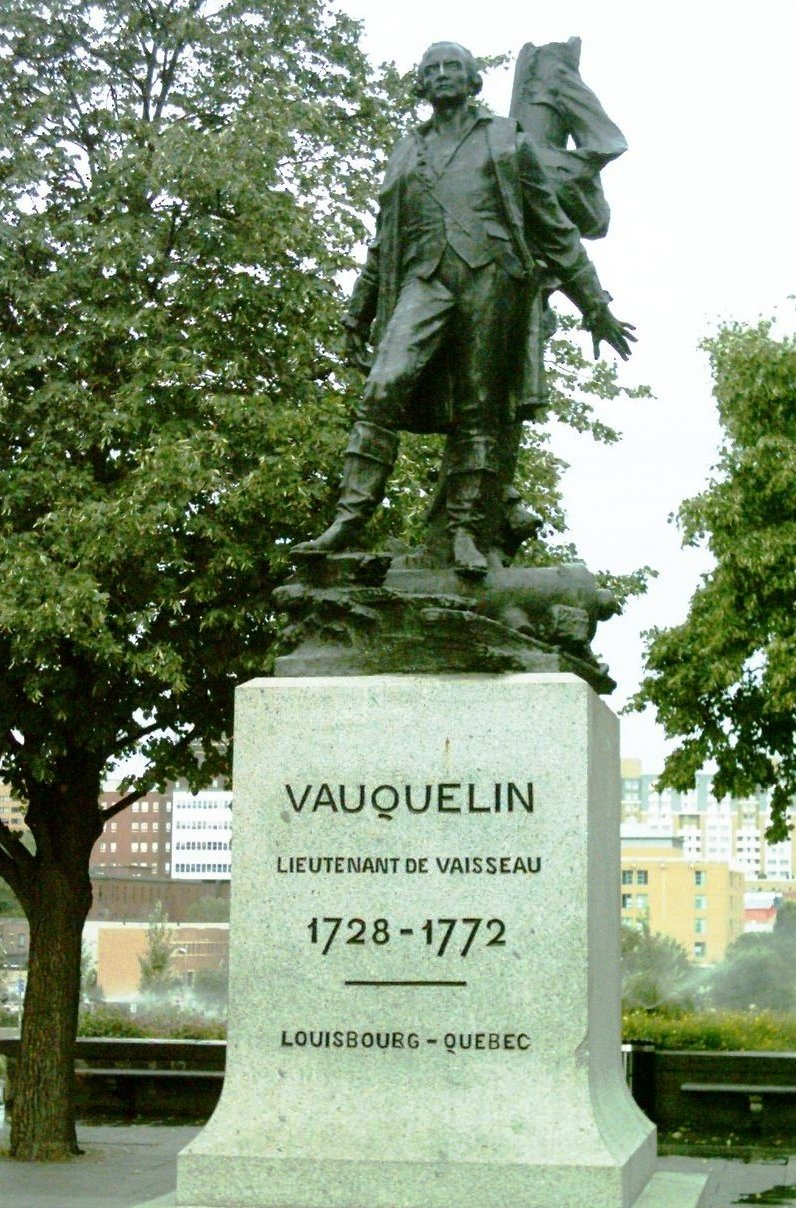
Monument à Jean Vauquelin (1930), Montréal.

### Œuvres d'édition
Ces œuvres, éditées par la fonderie Durenne, ornent de nombreux monuments aux morts. Elles ont parfois été peintes en polychromie, à la livraison ou ultérieurement.

#### Le Poilu victorieux
Le Poilu victorieux, est son œuvre la plus connue. La statue, réalisée en 1920, est présente dans près de 900 communes françaises qui en ont fait leur monument aux morts de la Première Guerre mondiale. Elle serait l'œuvre d'art public la plus répliquée en France,. Le poilu moustachu brandit dans sa main droite une palme et une couronne de laurier. Il a un casque Adrian et tient son fusil Lebel dans la main gauche. Il porte une cartouchière à la ceinture, un masque à gaz en bandoulière ; sur sa poitrine, il arbore la Légion d'honneur, la médaille militaire et la croix de guerre.

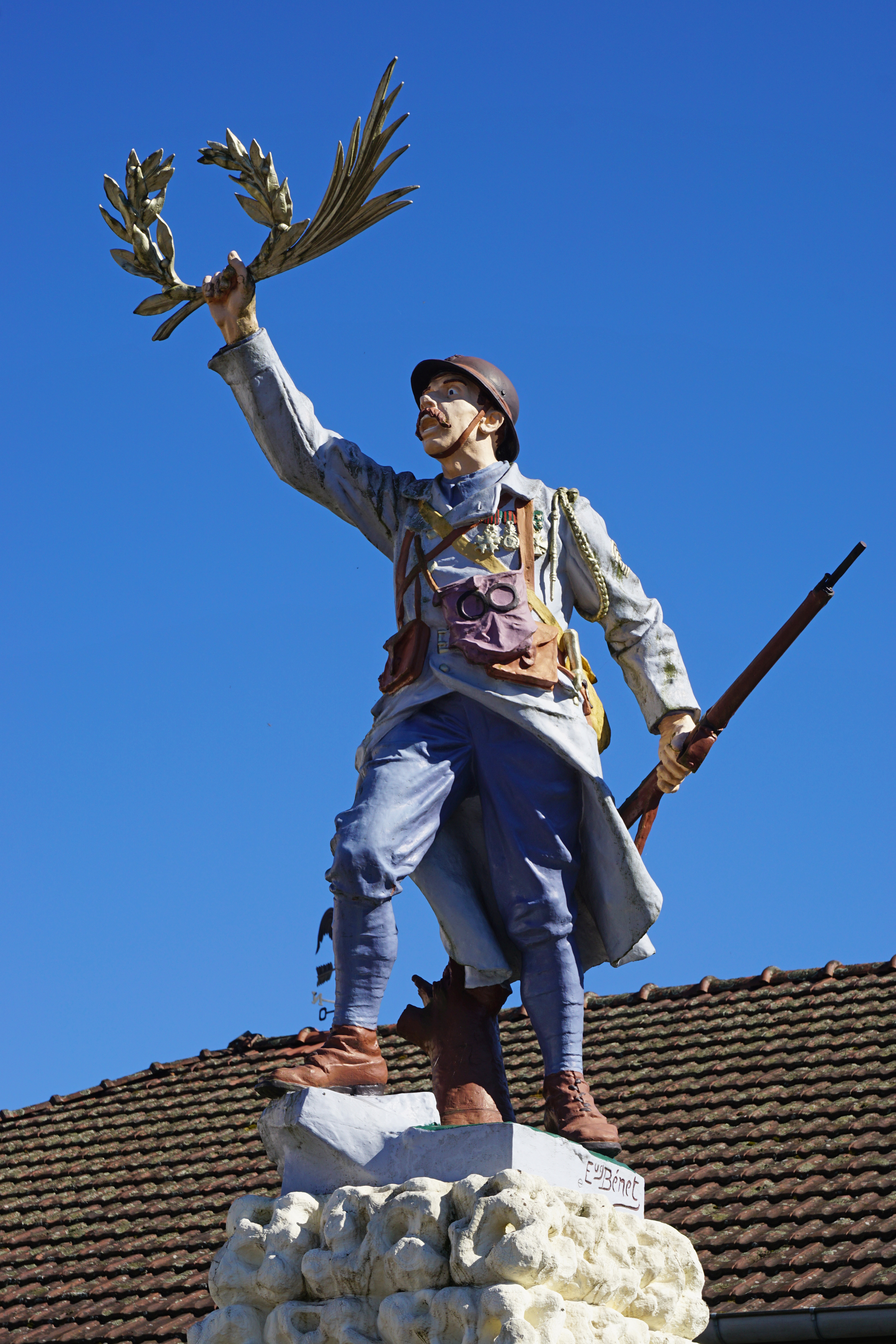
Monument aux morts d'Aillevillers-et-Lyaumont.
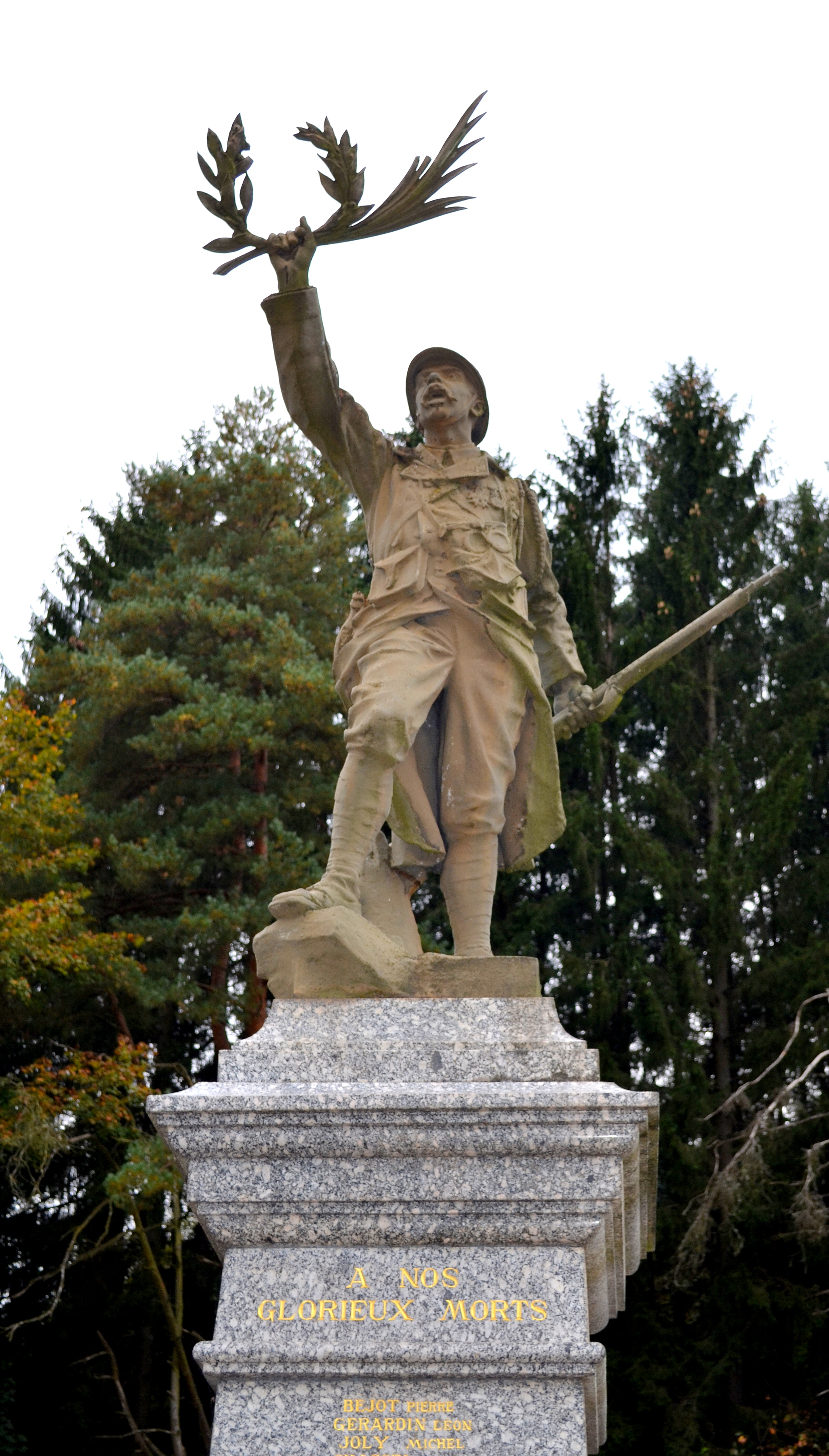
Monument aux morts de Brouvelieures.
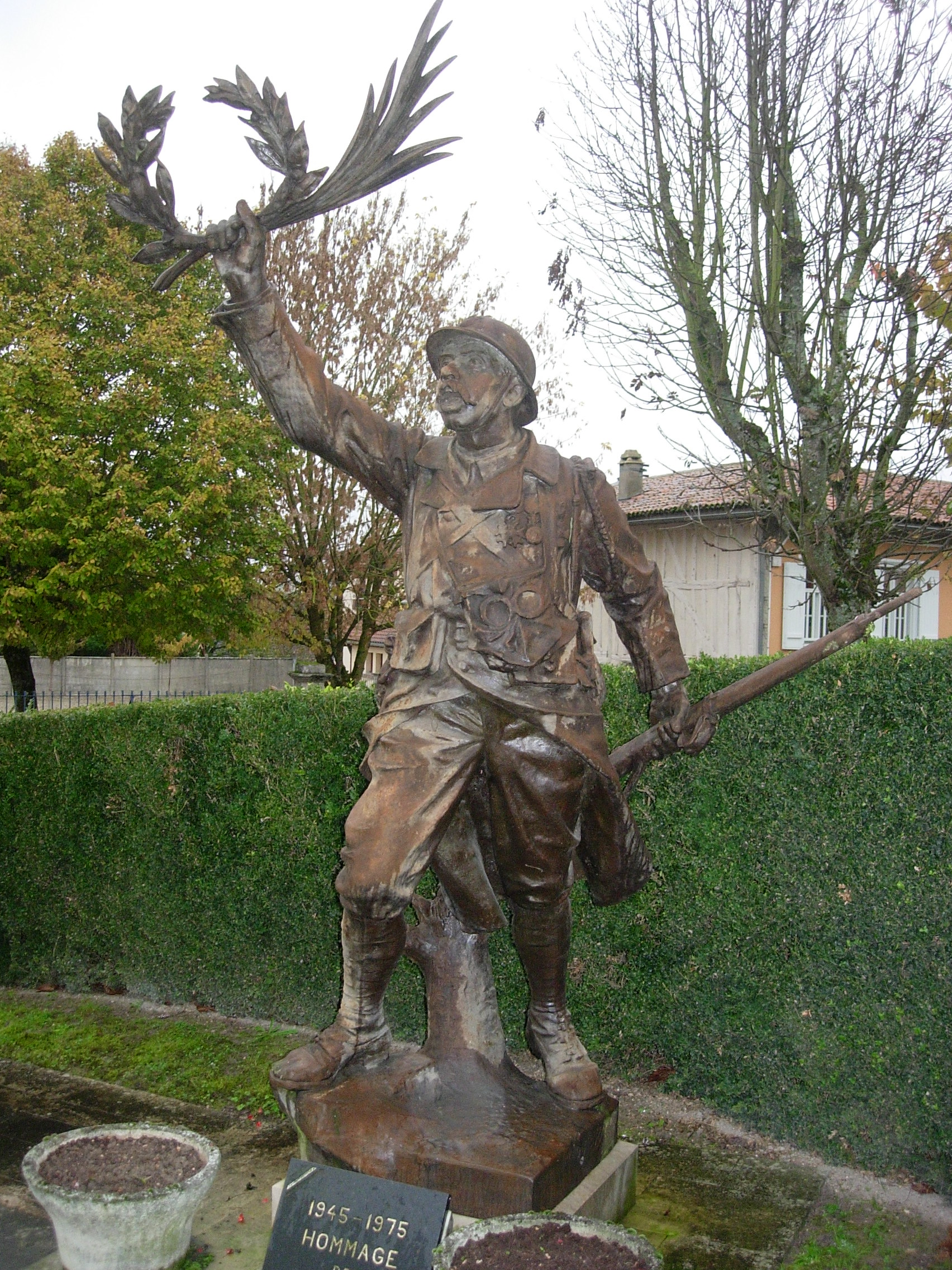
Monument aux morts de Chavanges.
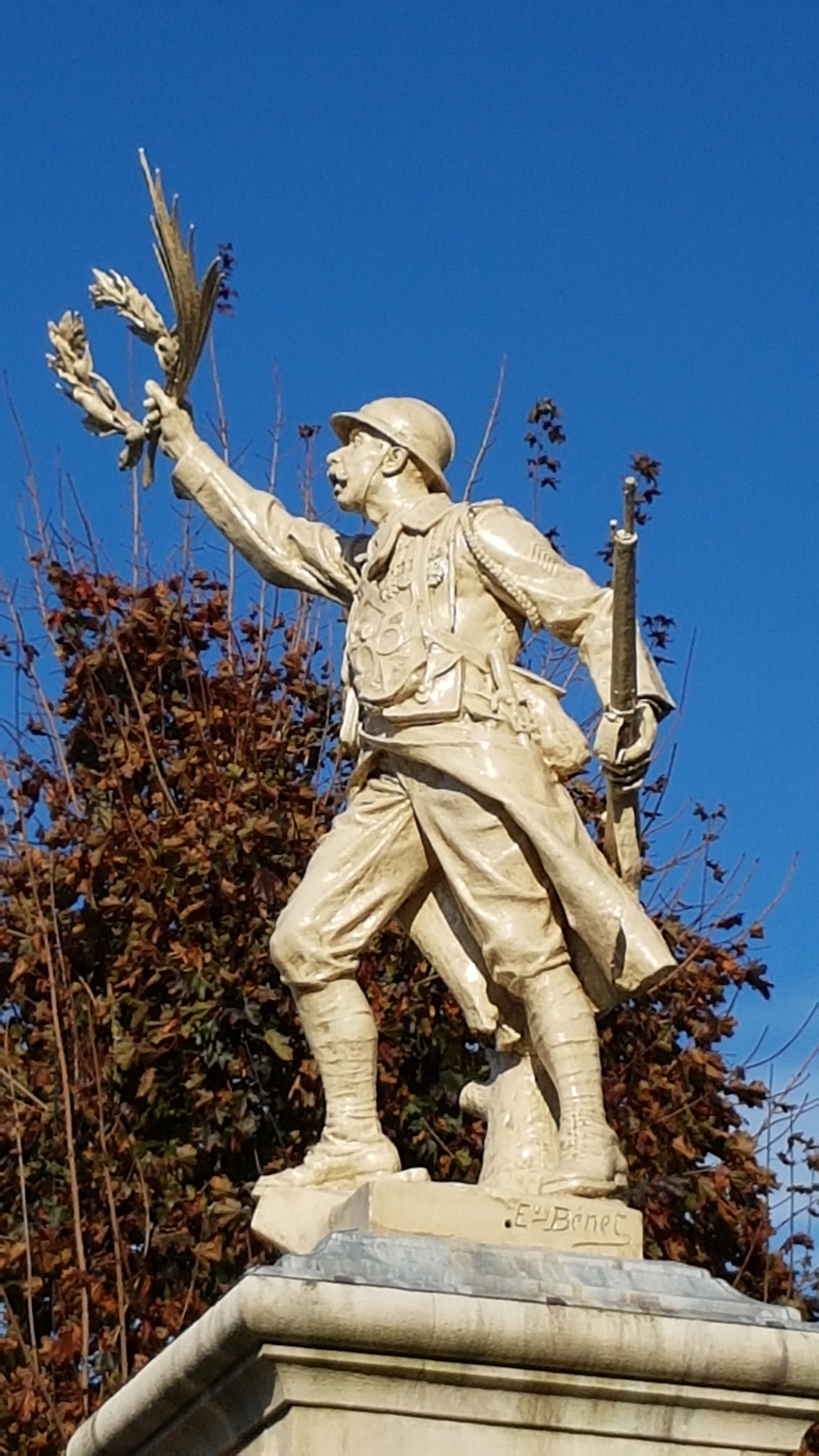
Monument aux morts d'Isneauville.
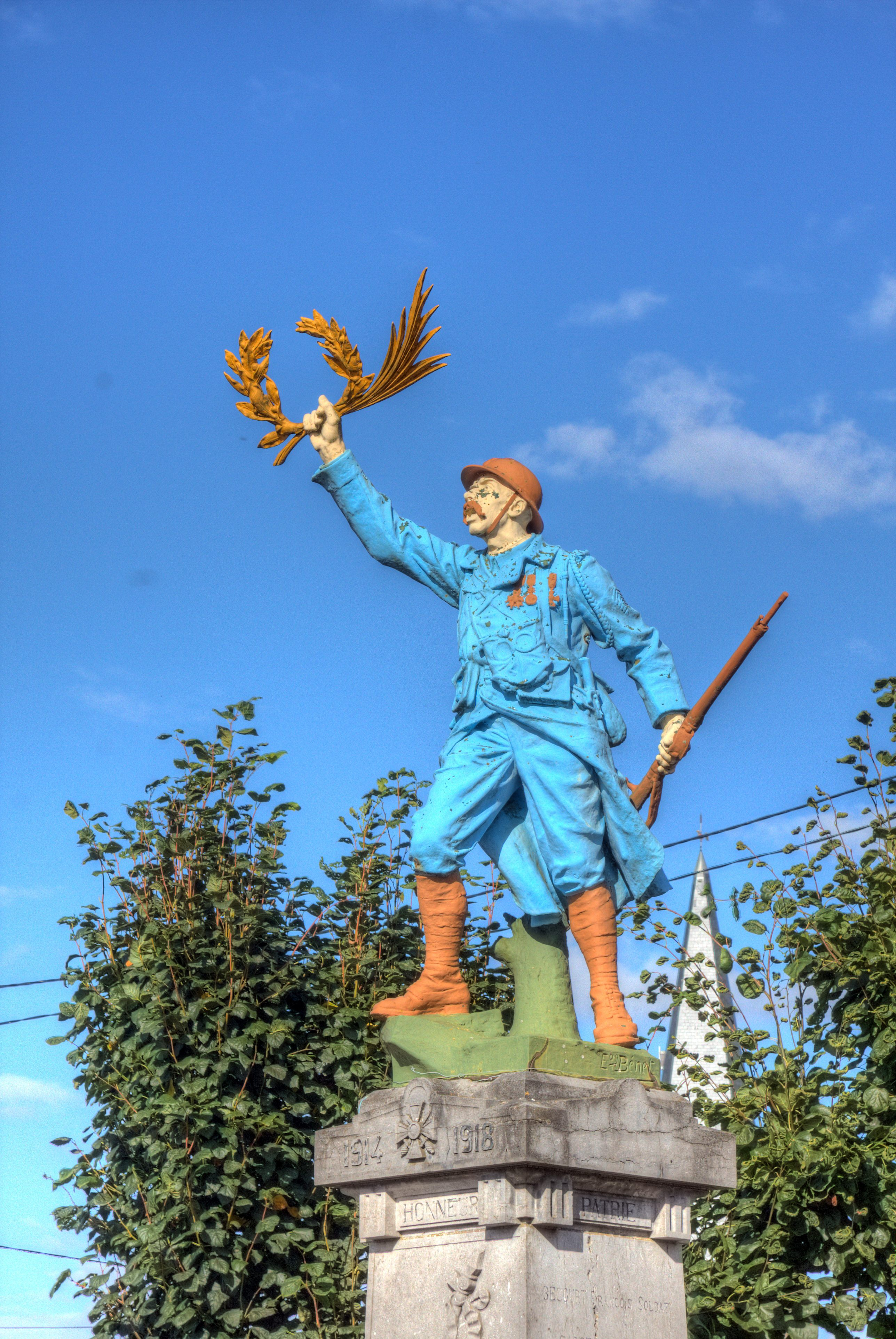
Monument aux morts de Lebucquière.
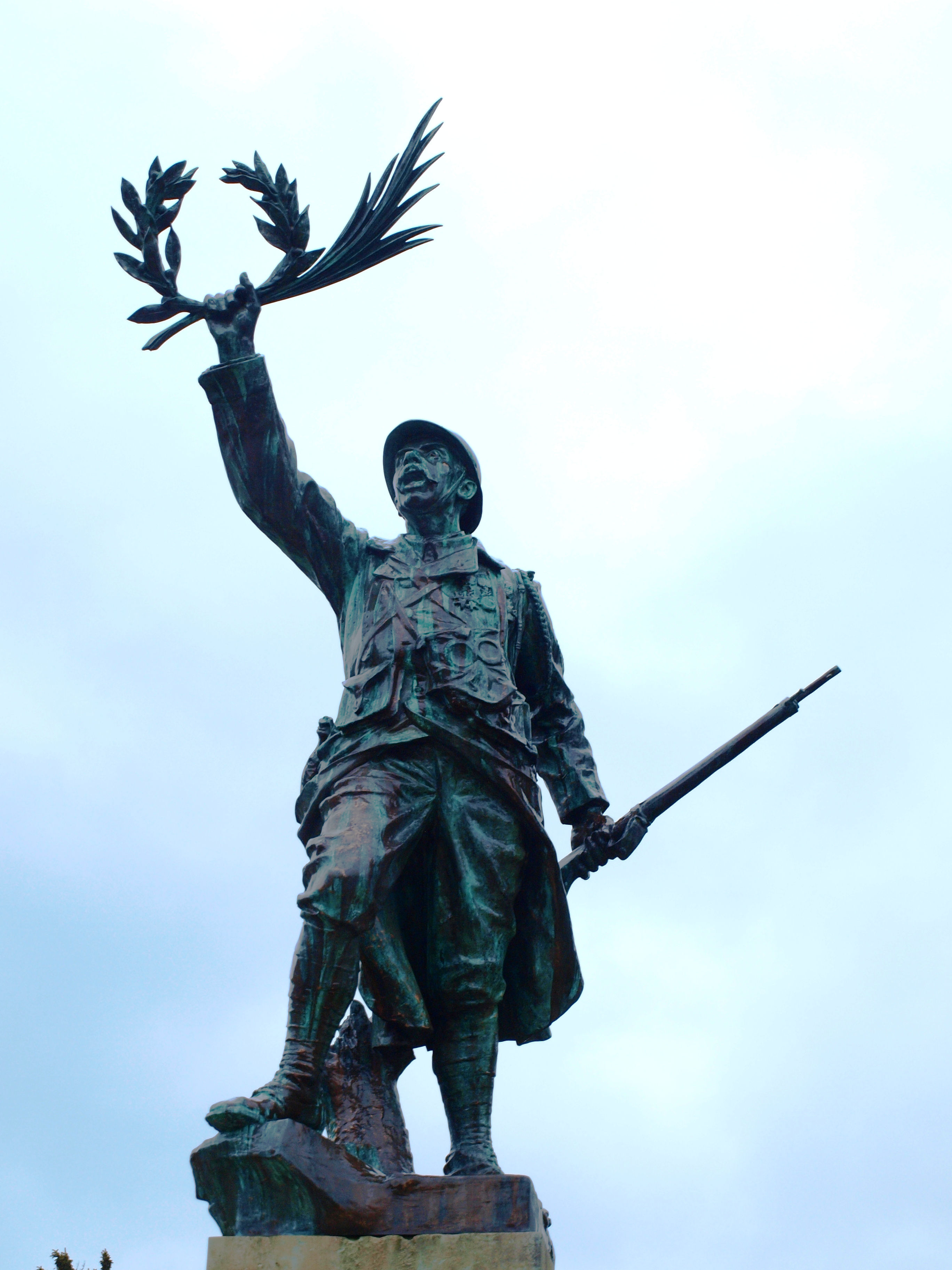
Monument aux morts de Saint-Julien-du-Sault.

#### Buste de poilu
Le buste représente un poilu moustachu. Il orne les monuments aux morts de Achères-la-Forêt, Baisieux, Criquiers, Cunel, Fontaines-Saint-Clair, Gouex, Grèzes, Jabrun, La Celle, Lametz, Les Bouchoux, Louvergny, Mametz, Moisenay, Plounévez-Quintin, Queaux, Ramicourt, Saint-Angel, Saint-Germain-la-Ville, Saint-Hilaire-Fontaine, Sainte-Suzanne, Semoine, Septsarges, Thérondels, Thiennes, Tourteron et Zermezeele. 

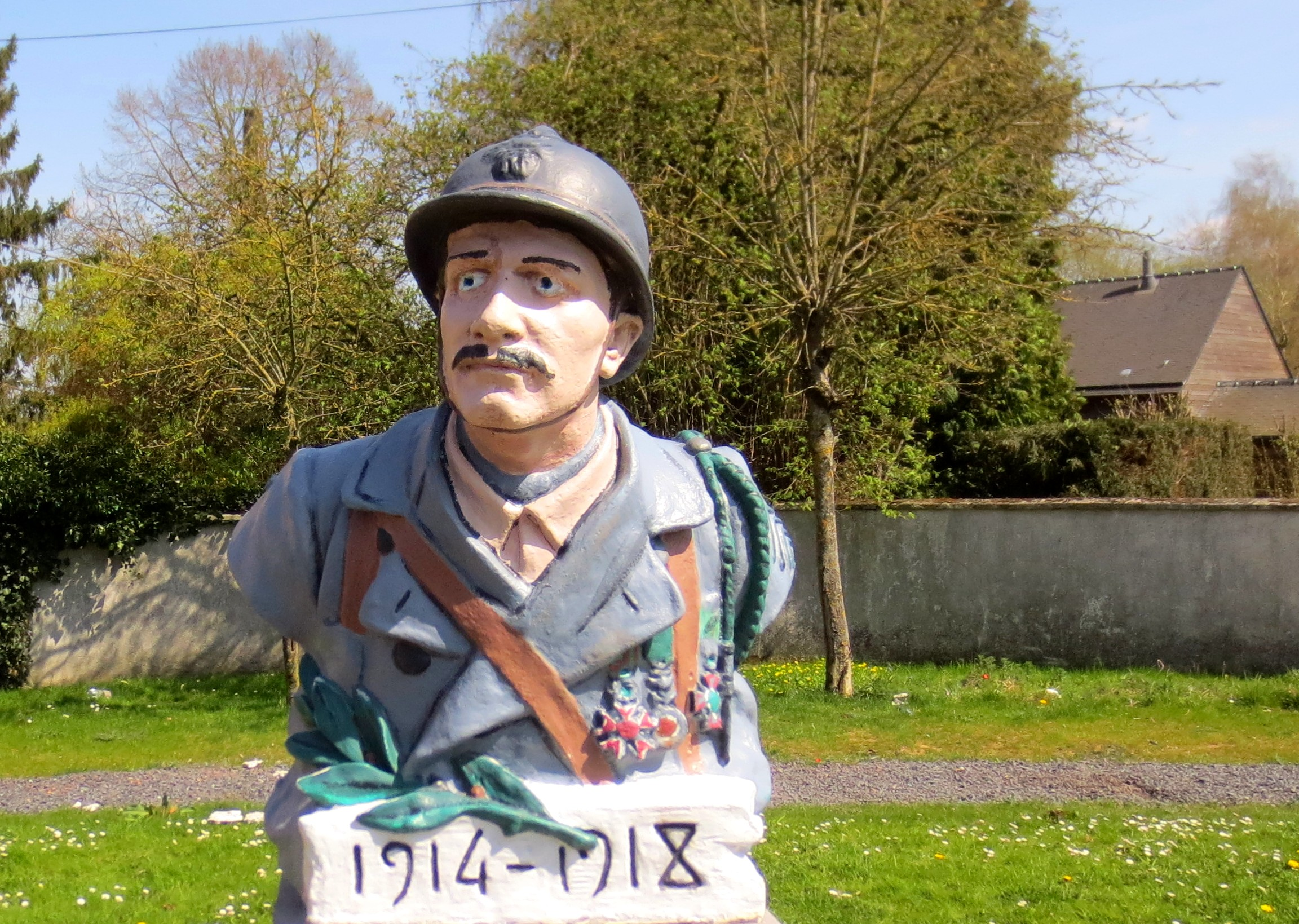
Monument aux morts de Baisieux.
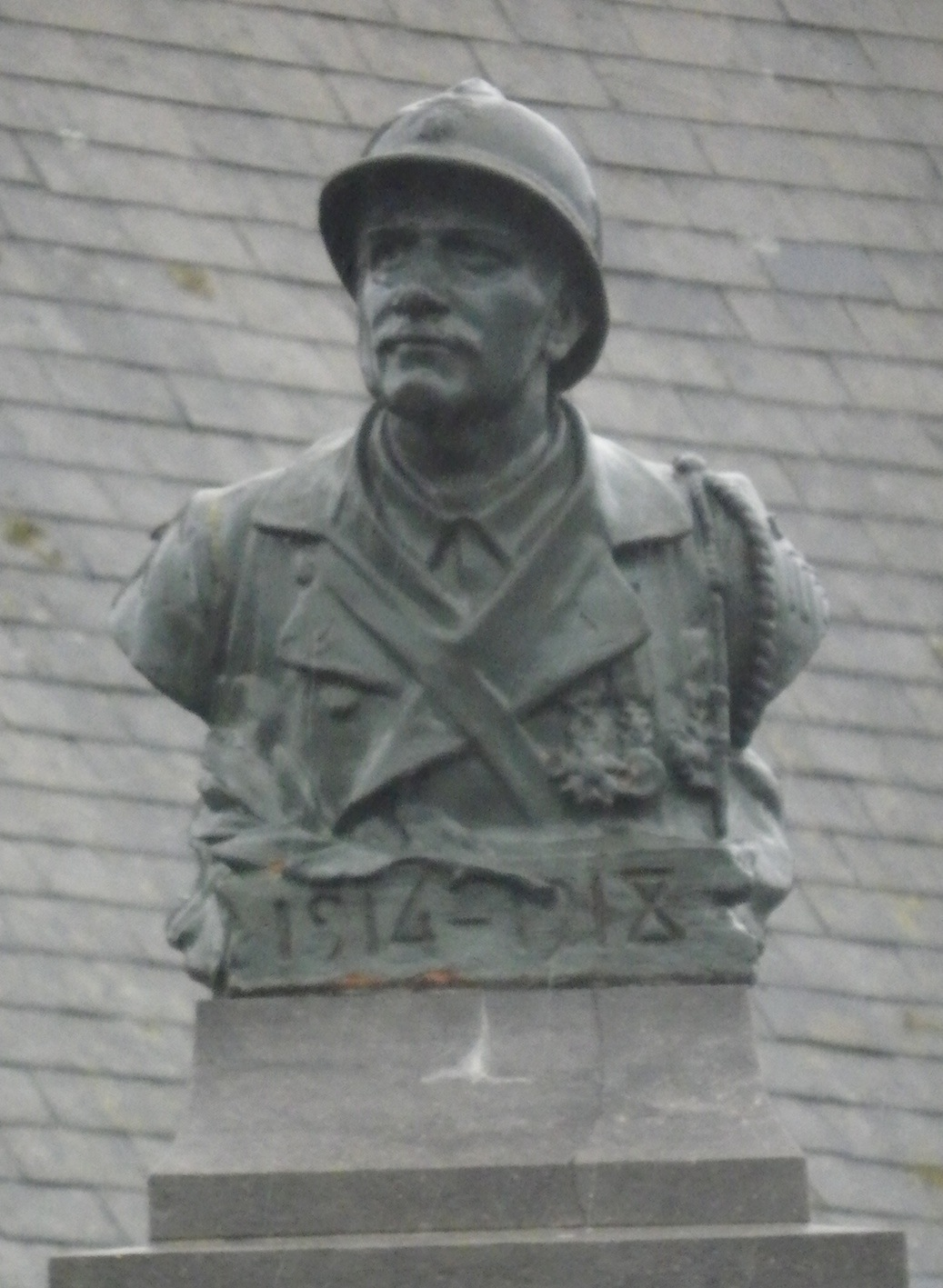
Monument aux morts de Criquiers.
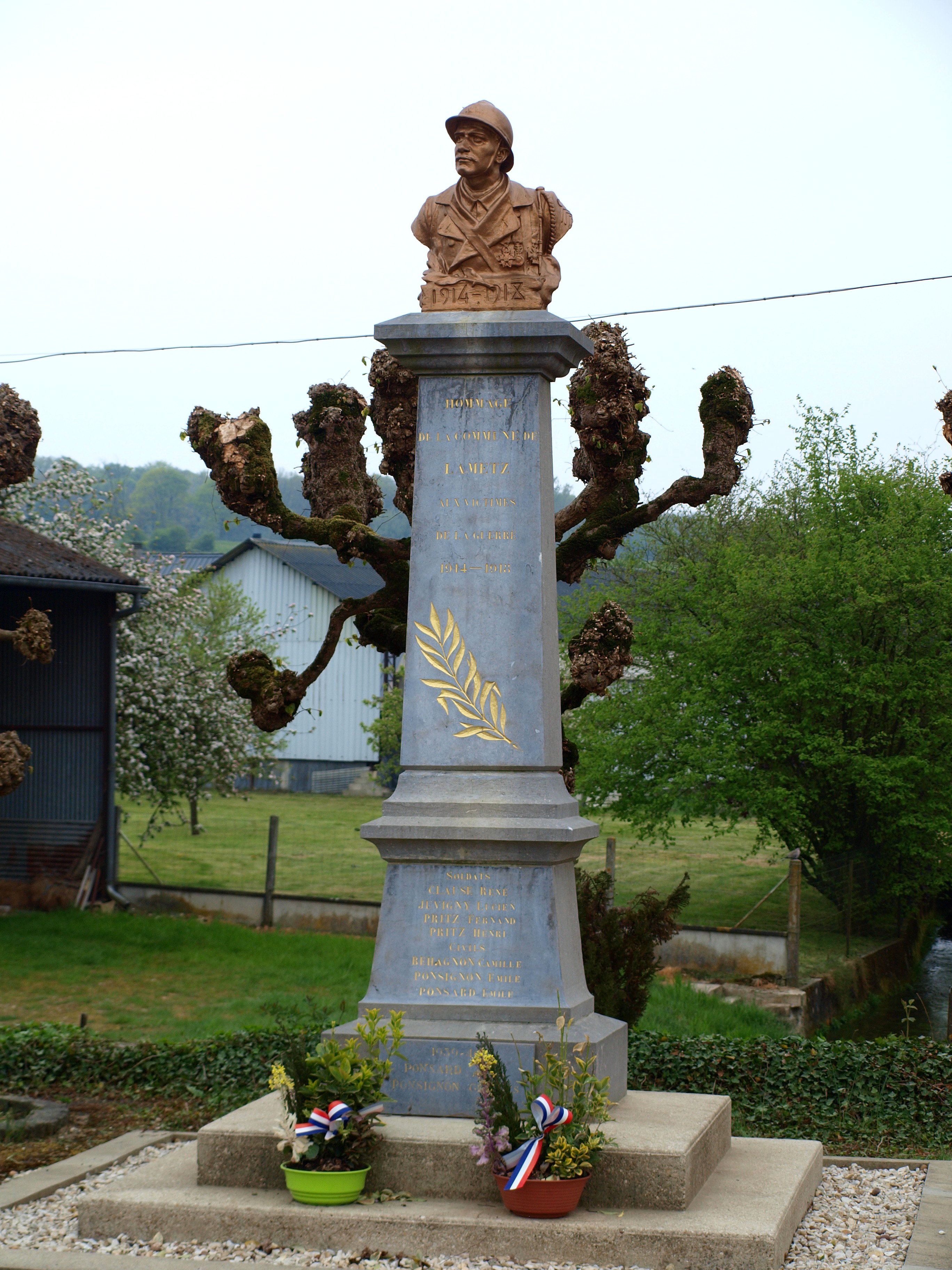
Monument aux morts de Lametz.
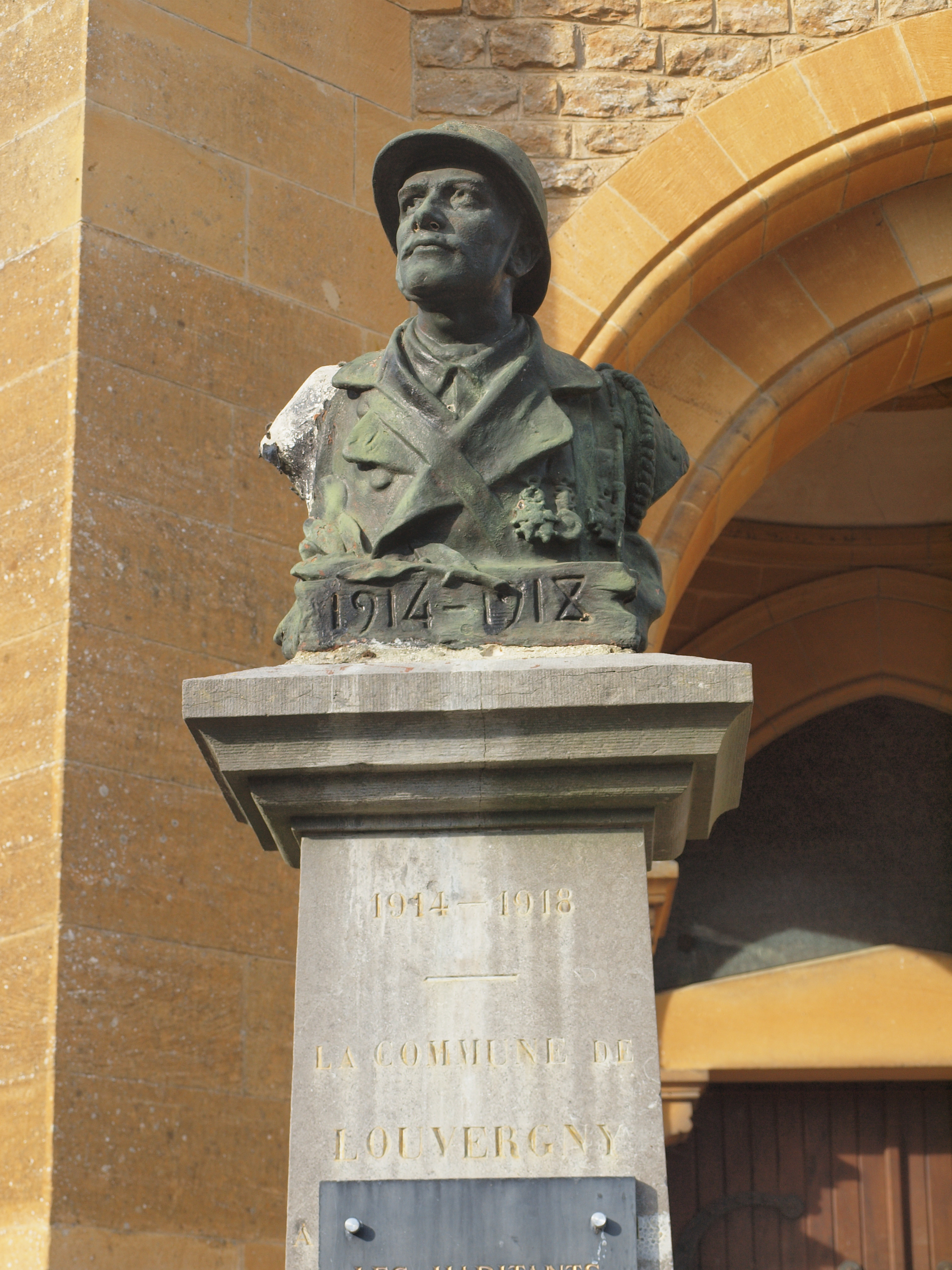
Monument aux morts de Louvergny.
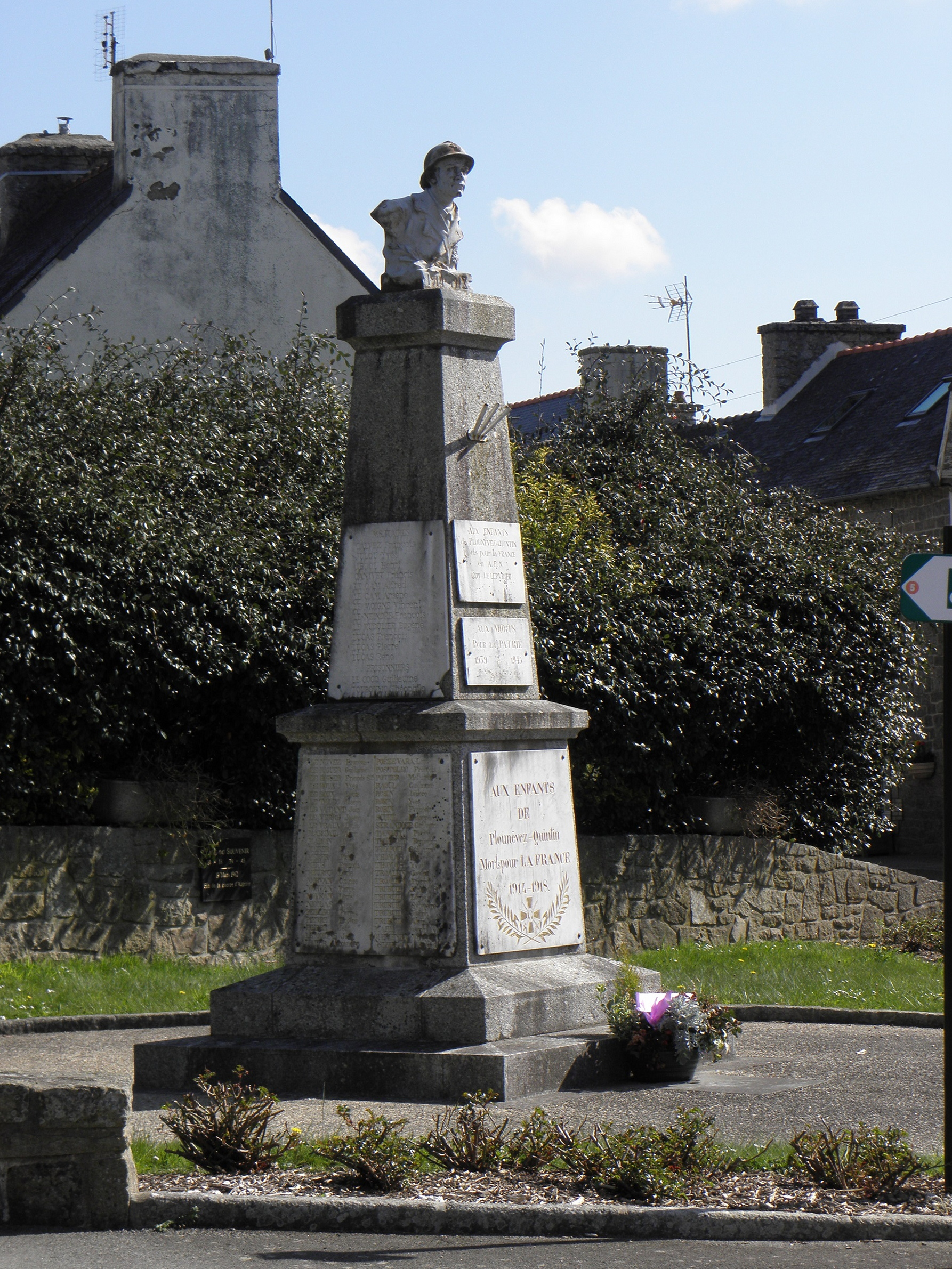
Monument aux morts de Plounévez-Quintin.
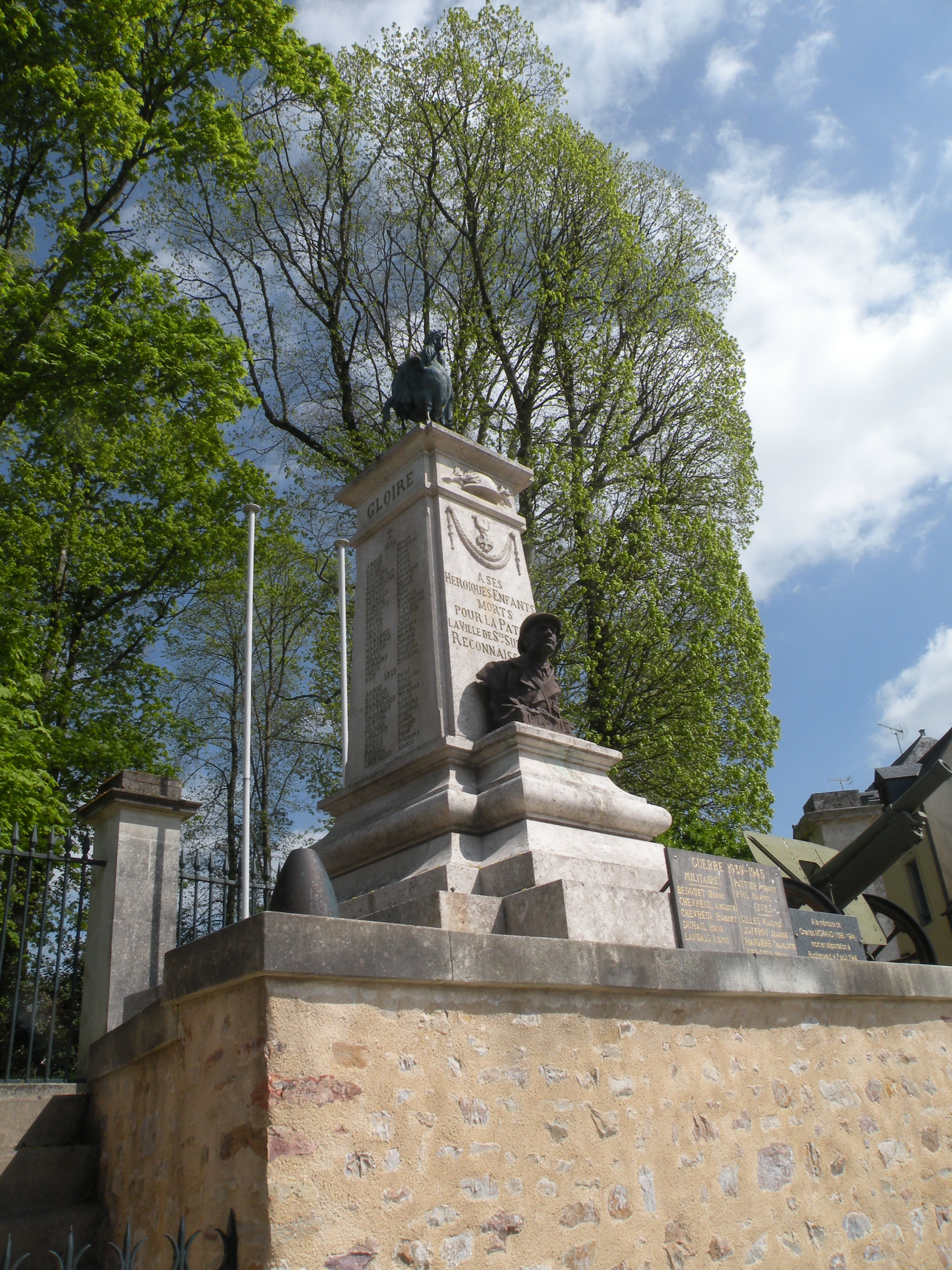
Monument aux morts de Sainte-Suzanne.

#### Au mépris du danger
Au mépris du danger, également appelée Poilu marchant l'arme au pied, est une statue qui orne les monuments aux morts de Arx, Belgodère, Béthines, Bizous, Cernay-en-Dormois, Chaillevette, Challerange, Couvron-et-Aumencourt, Erches, Froidestrées, Hem-Hardinval, Le Sars, Légna, Louchats, Massiac, Montcheutin, Plévin, Prouilly, Récourt, Saint-Benoît-des-Ondes, Saint-Julien-Molin-Molette, Saint-Pierre-de-Fursac, Séméacq-Blachon, Taingy et Vassy-sous-Pisy.

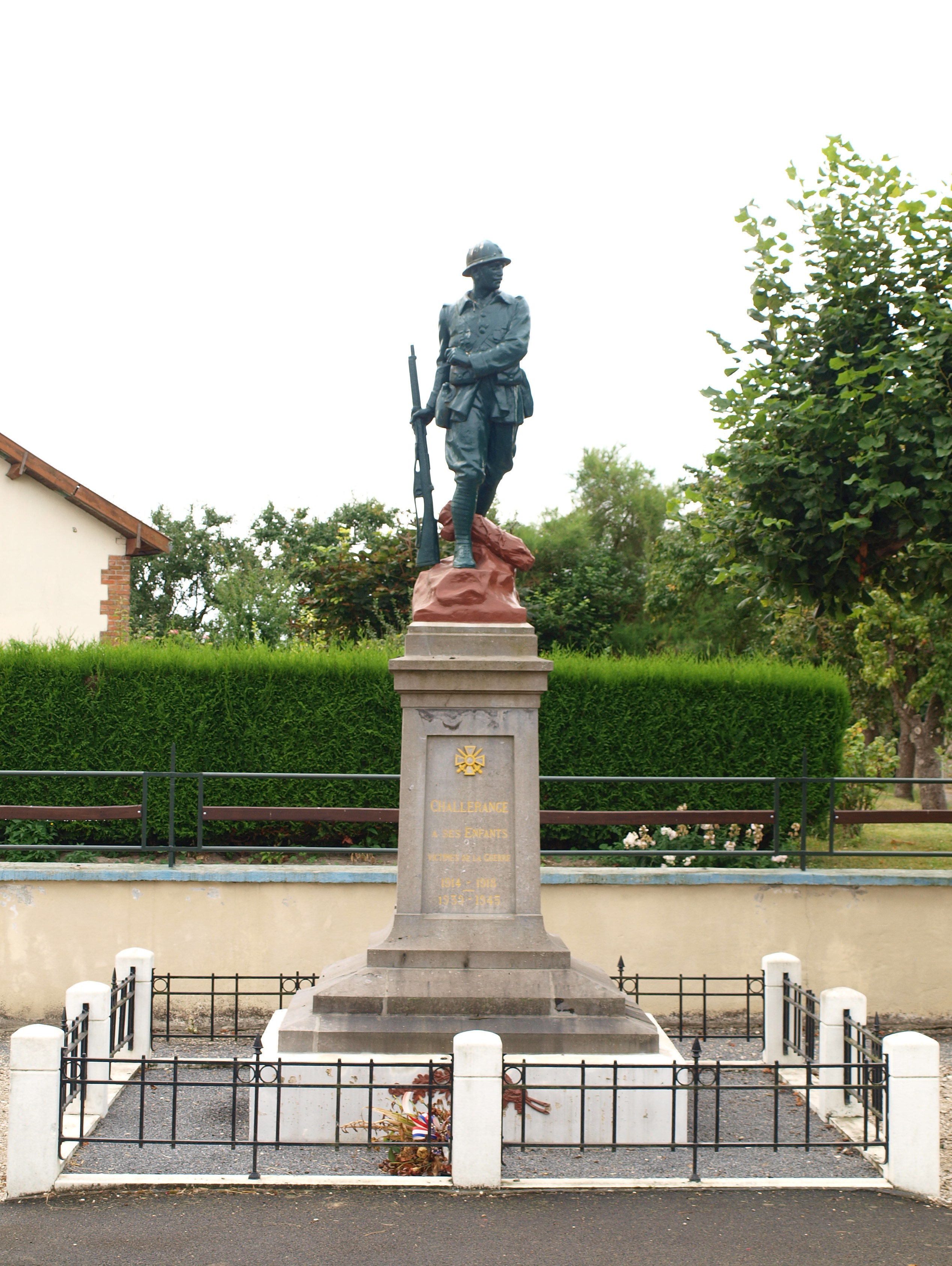
Monument aux morts de Challerange.
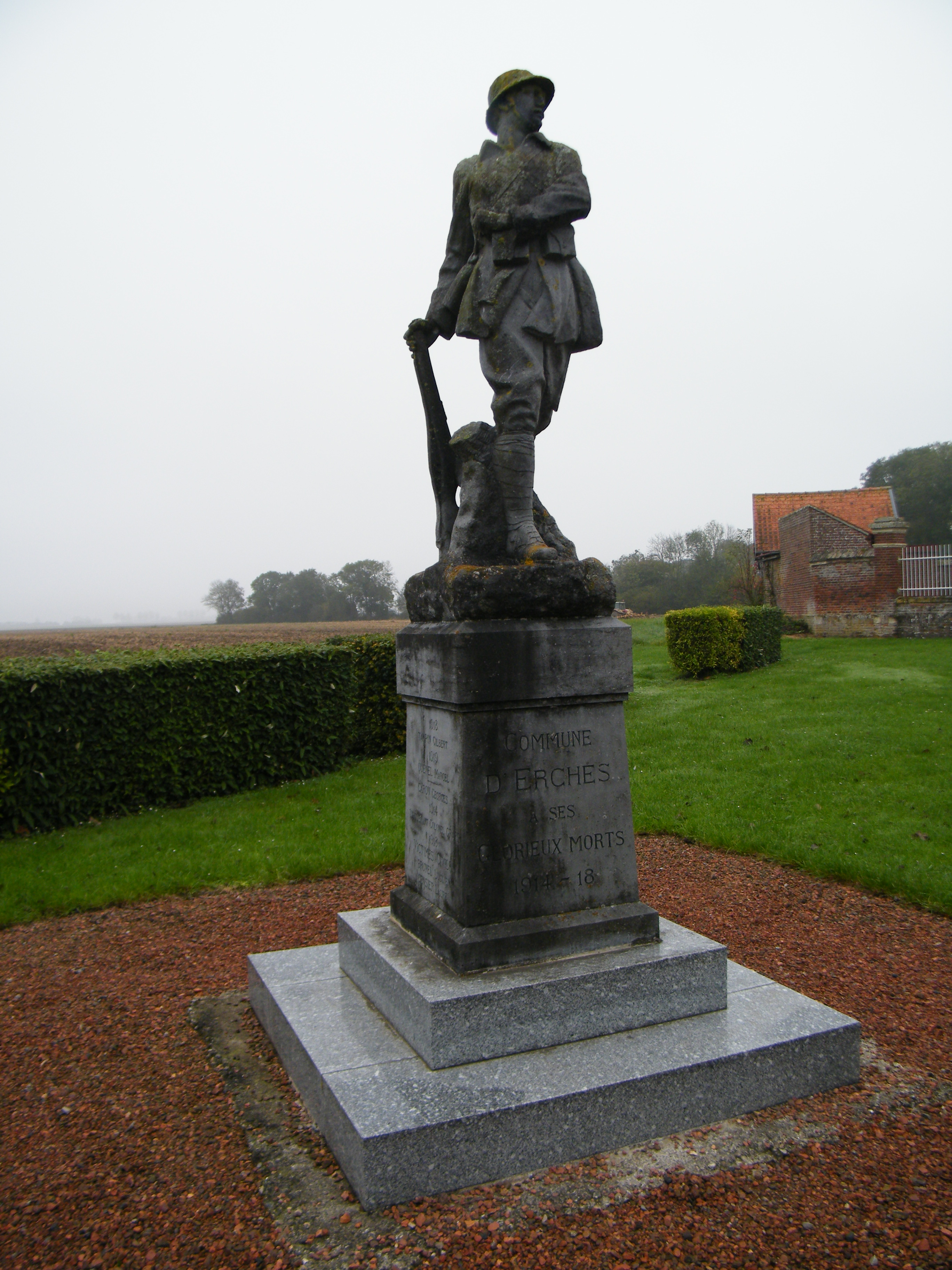
Monument aux morts d'Erches.
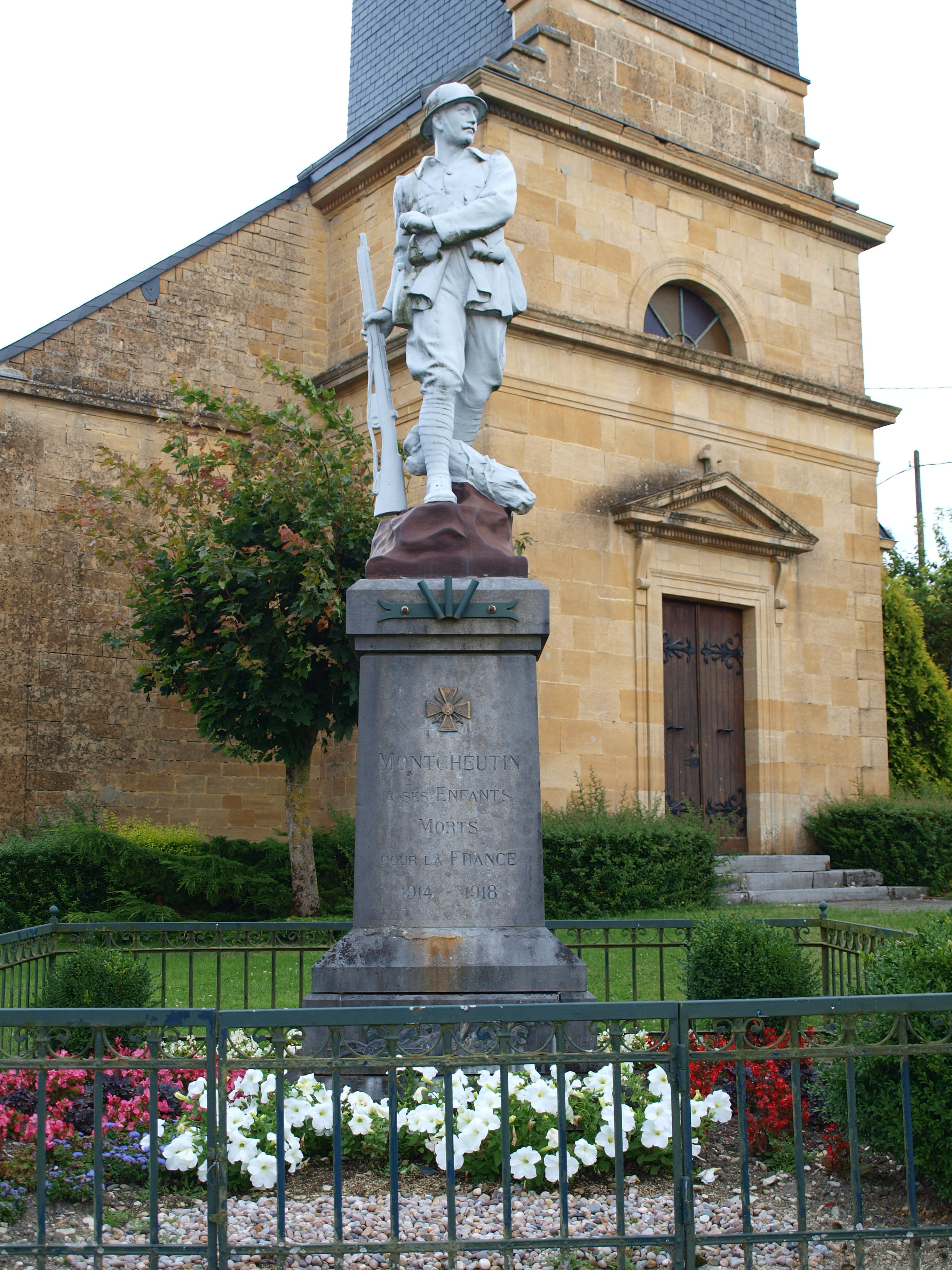
Monument aux morts de Montcheutin.
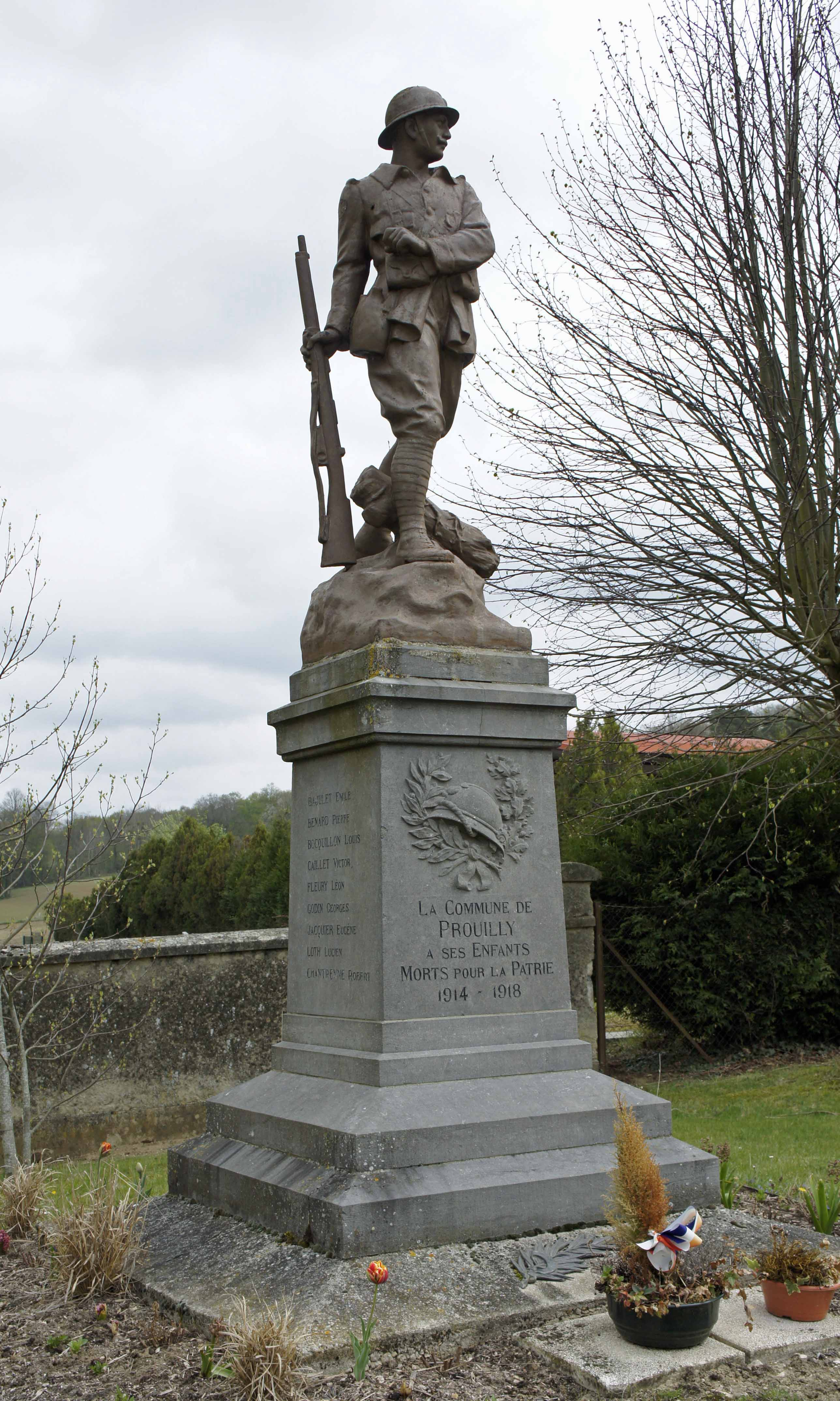
Monument aux morts de Prouilly.
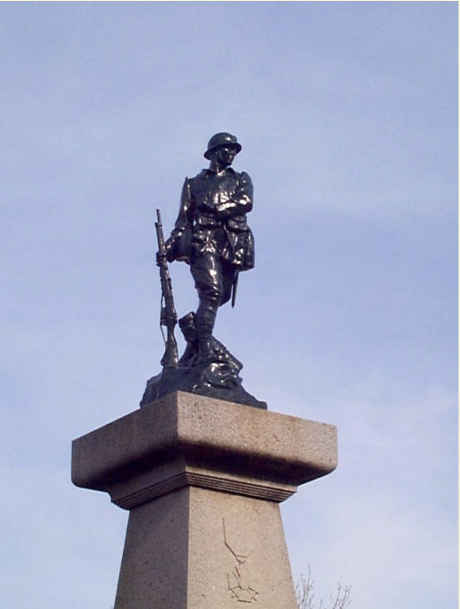
Monument aux morts de Saint-Benoît-des-Ondes.
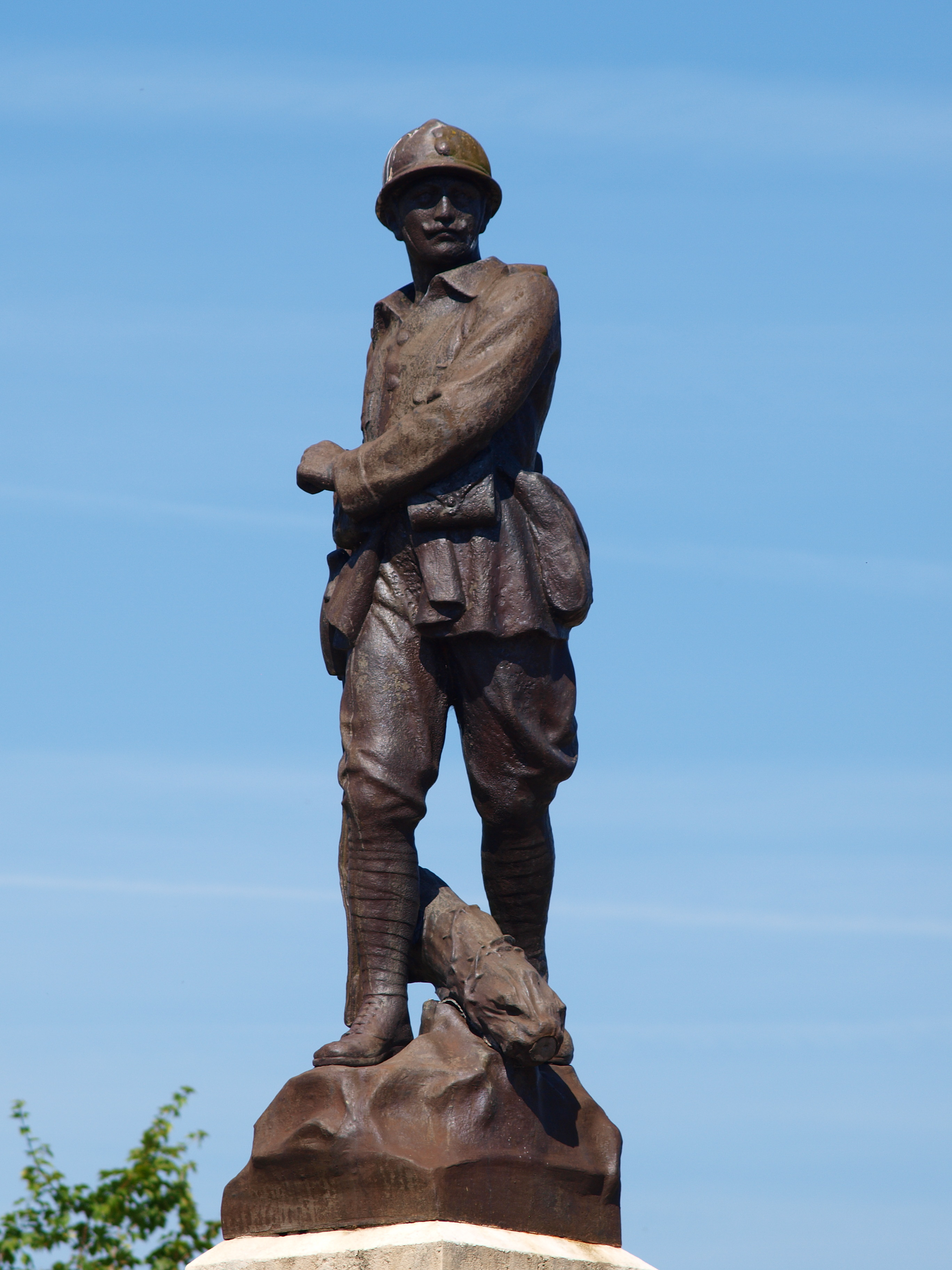
Monument aux morts de Taingy.

## Salons
- Salon des artistes français :
  - 1900 : L'Âge heureux ;
  - 1913 : La Marche funèbre d'un héros Beethoven ;
  - 1920 : Le Général Gallieni.

## Distinctions
- Chevalier de la Légion d'honneur (1932)